# Västerås stadsbibliotek

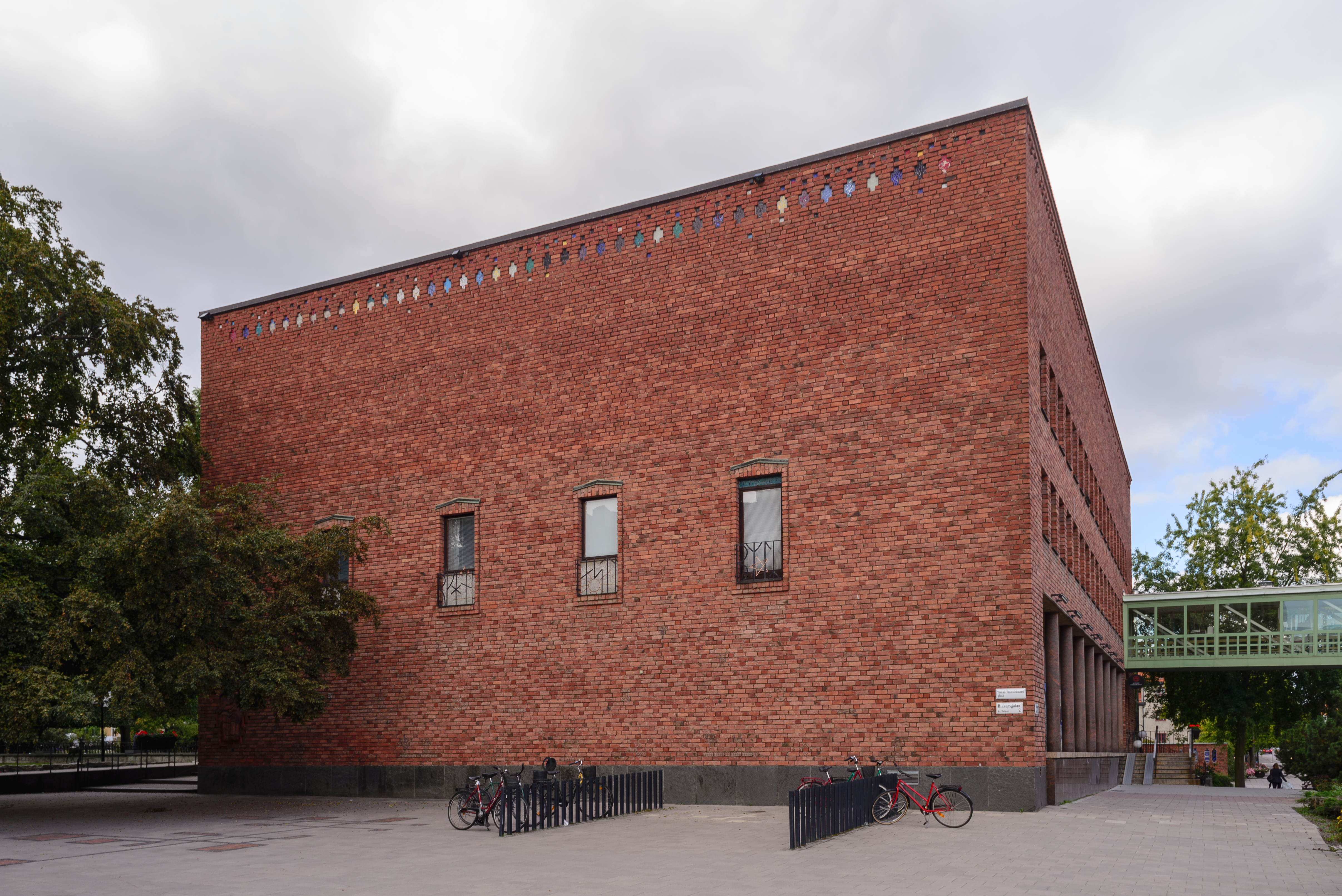
Biblioteket i september 2014.

Västerås stadsbibliotek, tidigare kallat Västerås stifts- och landsbibliotek, invigdes 10 februari 1956 efter flera årtionden av diskussioner. Huvudbiblioteket är inrymt i ett hus ritad av Sven Ahlbom som rymmer läsesalar, hörsal, musikavdelning och barnbibliotek.
Biblioteket hade sin upprinnelse i läroverks- och stiftsbiblioteket och samlingen ökade betydligt i omfång i början av 1600-talet genom biskopen Johannes Rudbeckius personliga intresse. Dagens samlingar startades som en sammanslagning av dessa med Arbetarinstitutets bibliotek, ABF-biblioteket.
Västerås stadsbibliotek består av ett huvudbibliotek, sex filialer, en bokbuss och en webbplats. 
Västerås stadsbibliotek är också länsbibliotek för Västmanlands län.

## Biblioteksbyggnaden

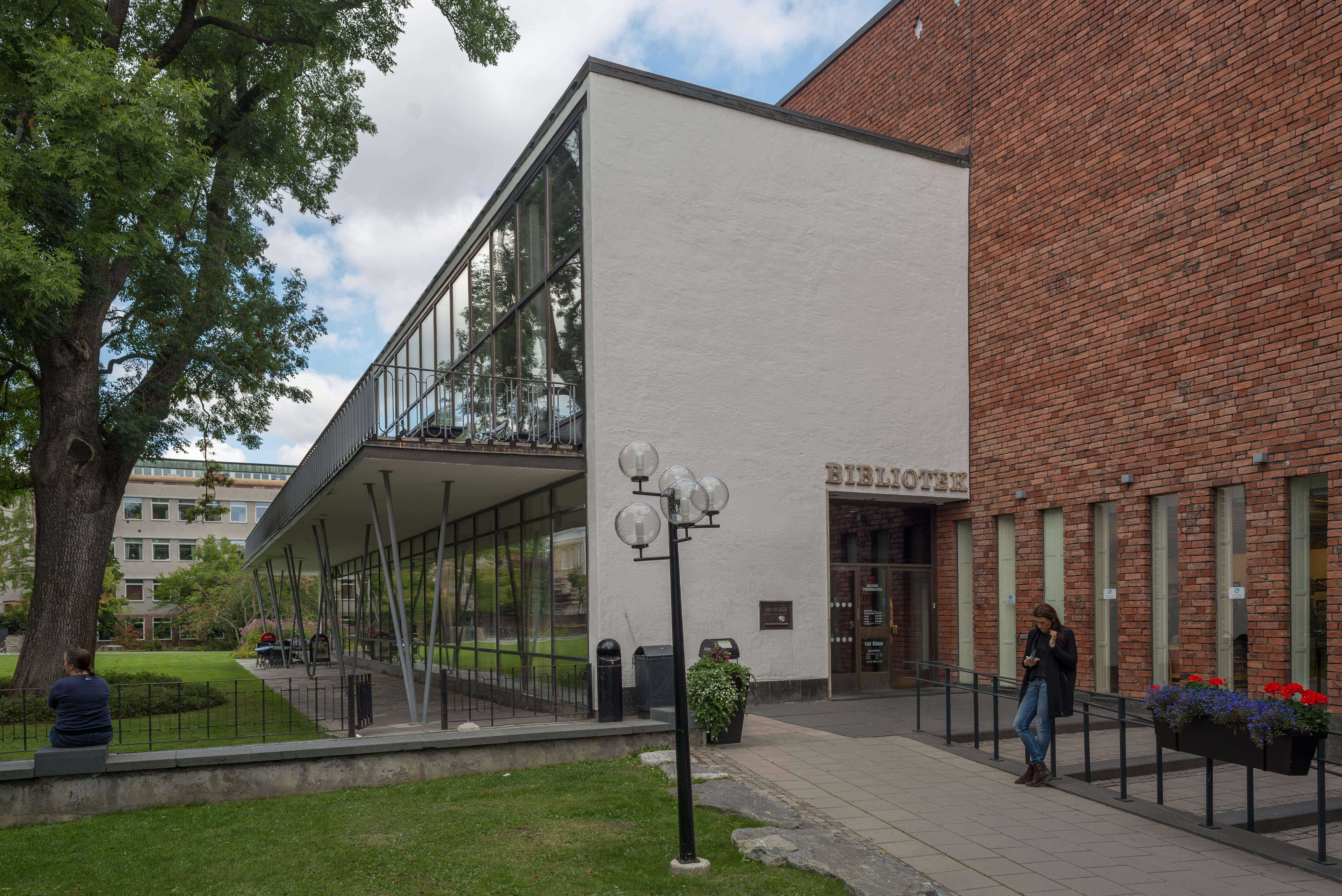
Huvudentrén.

Byggnaden som är uppförd i tegel och togs i bruk i början av 1956 är ritad av Sven Ahlbom. Fasadteglet är handslaget Veberödstegel. I fasaderna finns en serie med 31 olika motiv inmurade, gjorda av västeråsskulptören K G Lindholm och handslagna och brända i Veberöd.
Byggnadens södra fasad har en reliefskulptur skapad av Edvin Öhrström, modellerad i Veberödslera. Motivet är en 2 meter hög madonnabild inspirerad av Rudbeckianska gymnasieskolans sigill från 1600-talet. Motivet skall påvisa sambandet mellan kyrkan, skolan och biblioteket. Biblioteket ligger granne med Västerås domkyrka och Rudbeckianska gymnasiet.
Längs med Vasagatan i Västerås sträcker sig en 25 meter lång abstrakt mosaik skapad av Erland Melanton. Mosaiken avslutas inne i barnbiblioteket med en figur som bollar med kunskapens frukter. I mosaiken ingår drygt 400 000 bitar av olika material, bland annat masugnsslagg från Ornö, råglas från Glava, belgisk granit, pärlemor och specialbeställt italienskt glas från Paulo Udona i Milano. Högst upp längs den södra och västra fasaden finns små medaljonger i mosaik formgivna av Sven Ahlbom. 
Yta: cirka 3000 m² samt 700 m² magasin.

## Interiörbilder

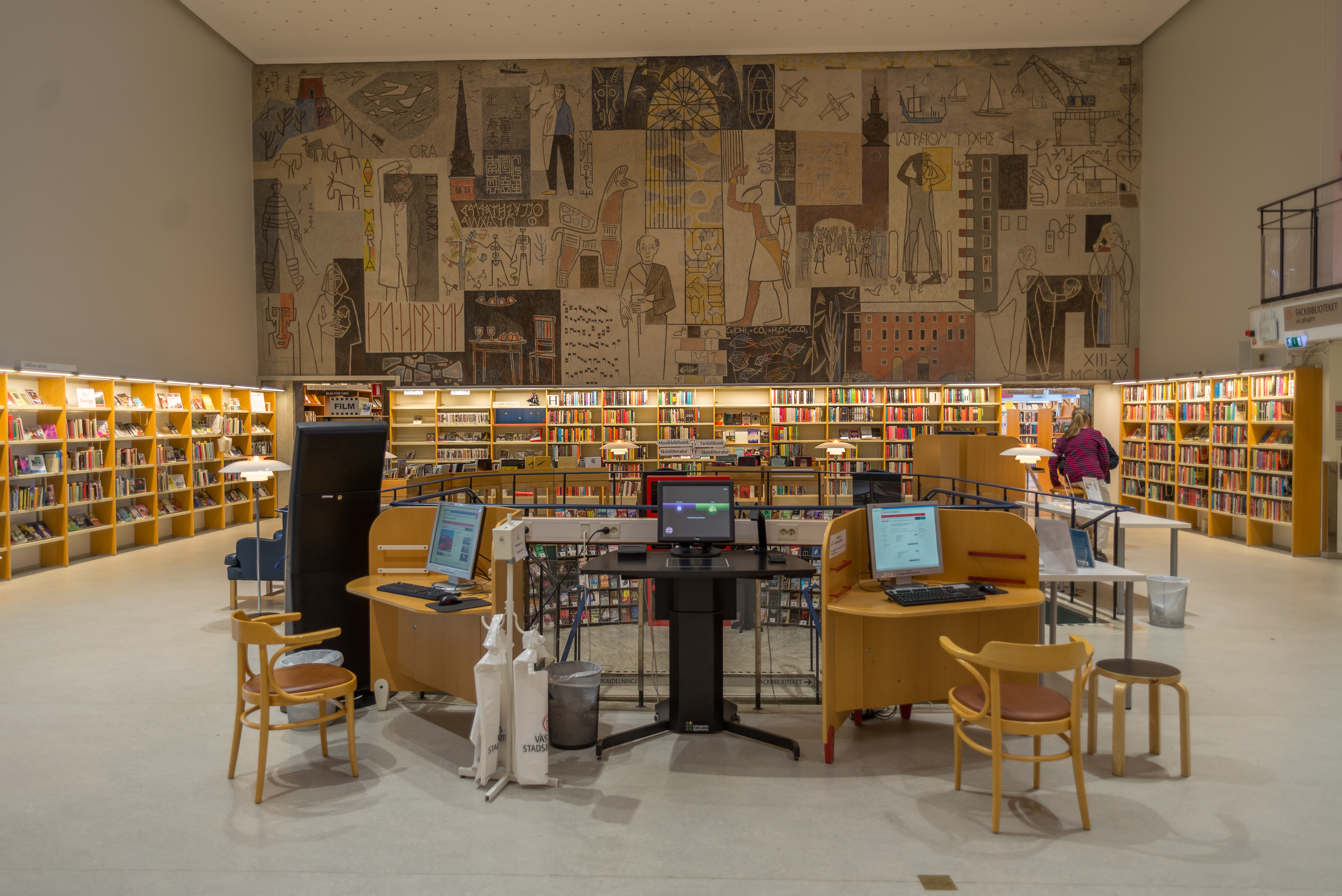
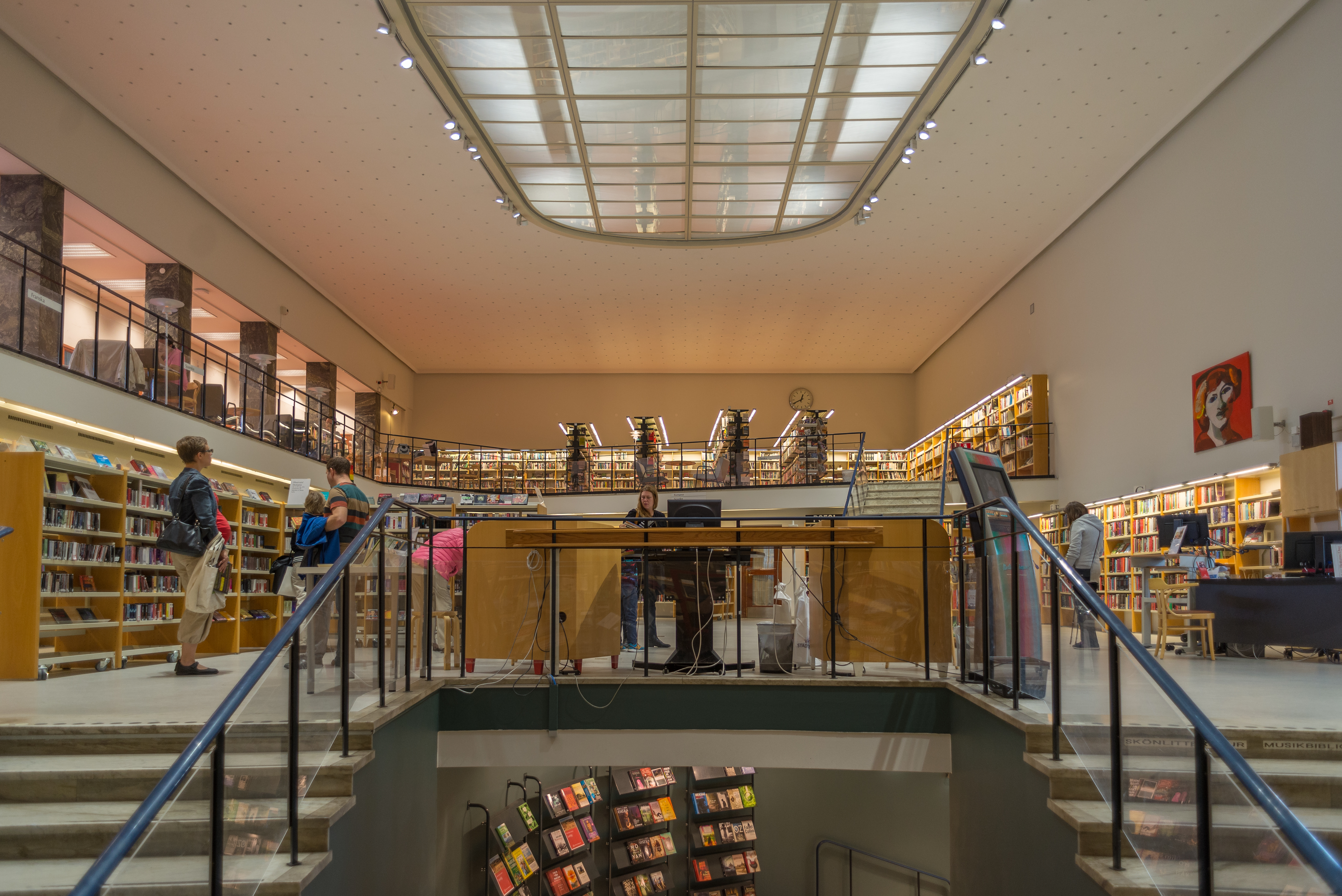
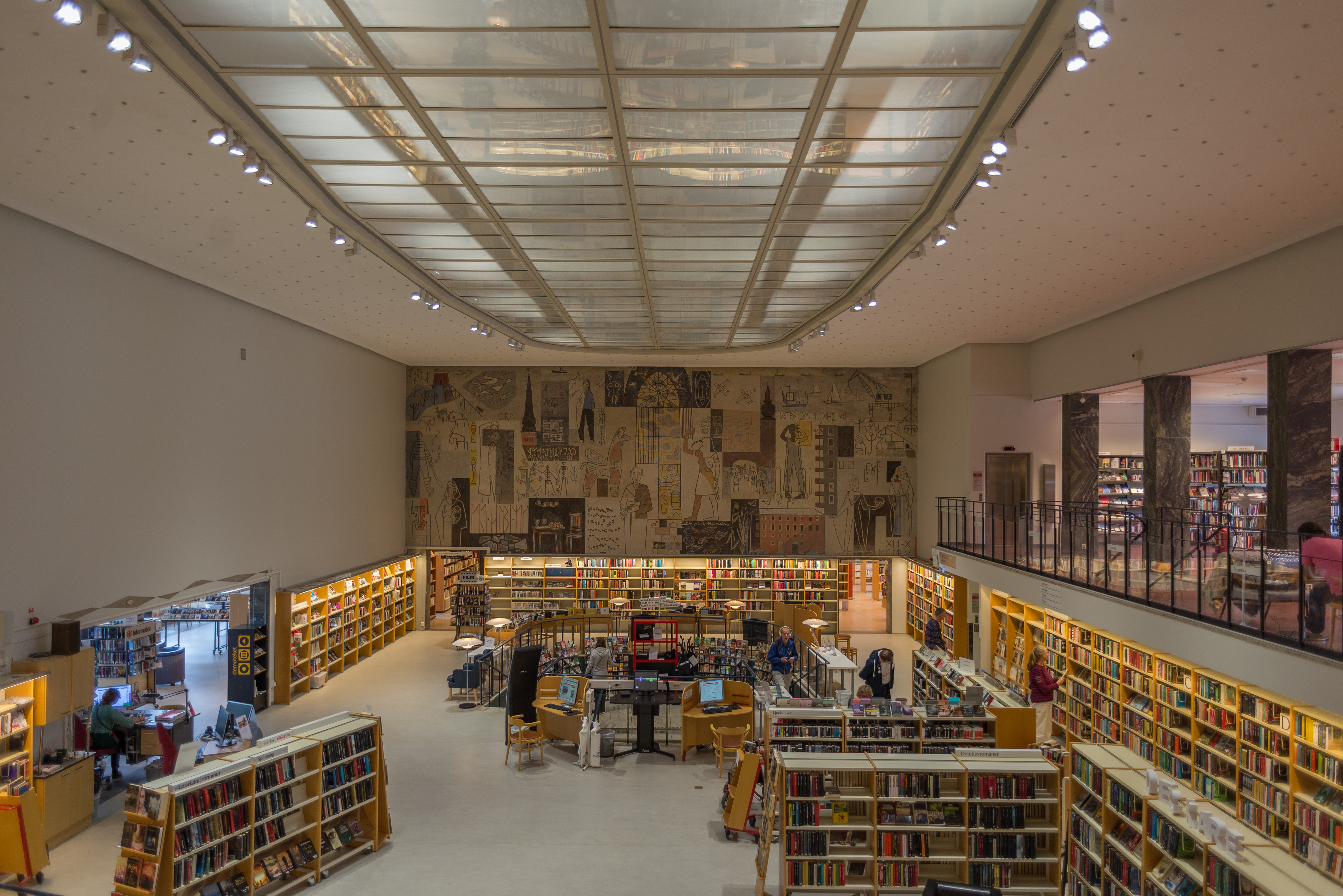
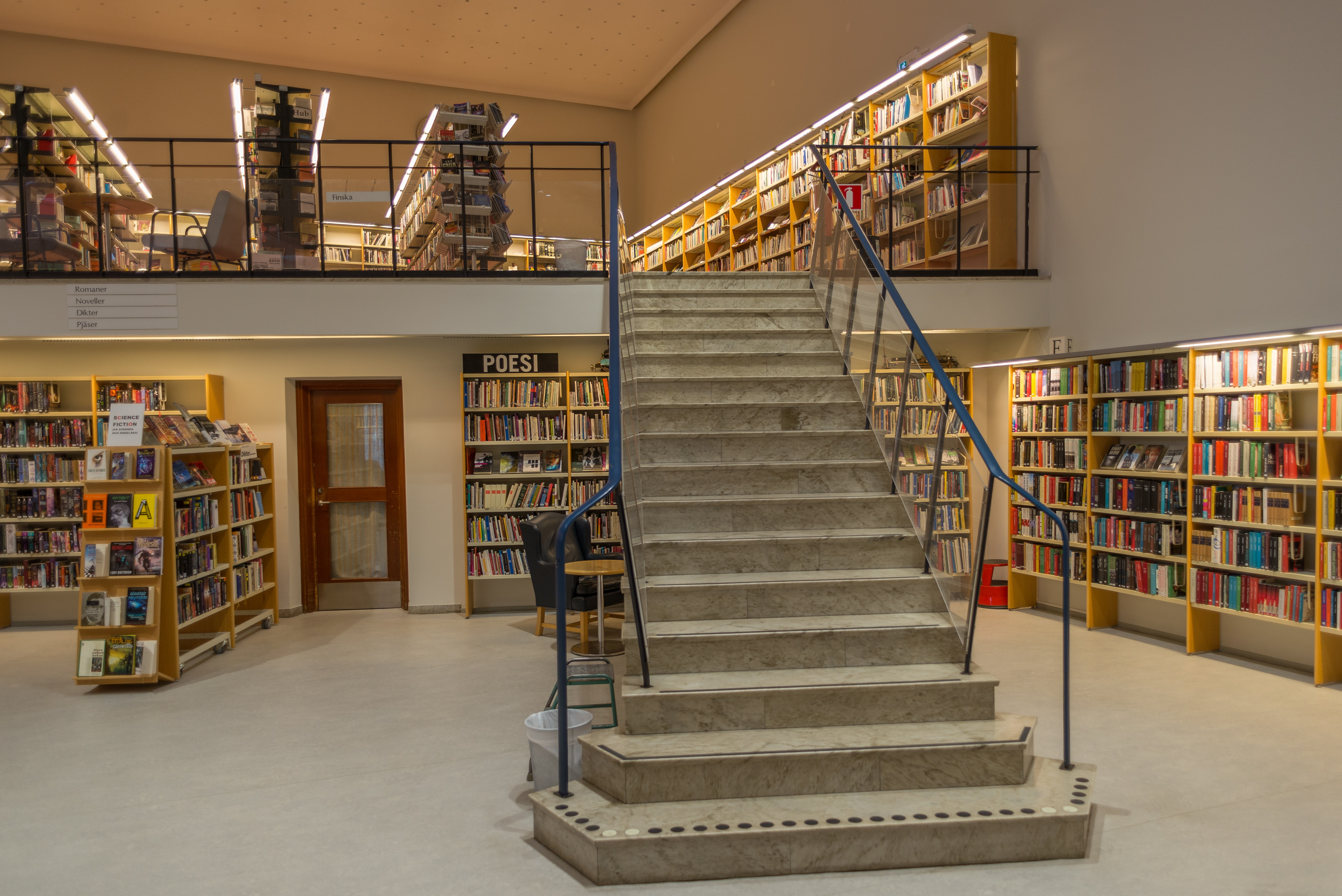